# François Pompon

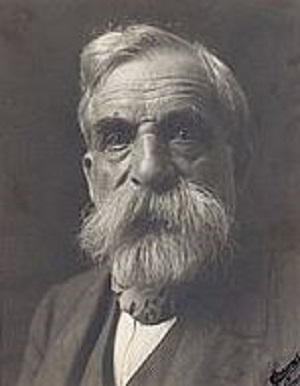
François Pompon um etwa 1918

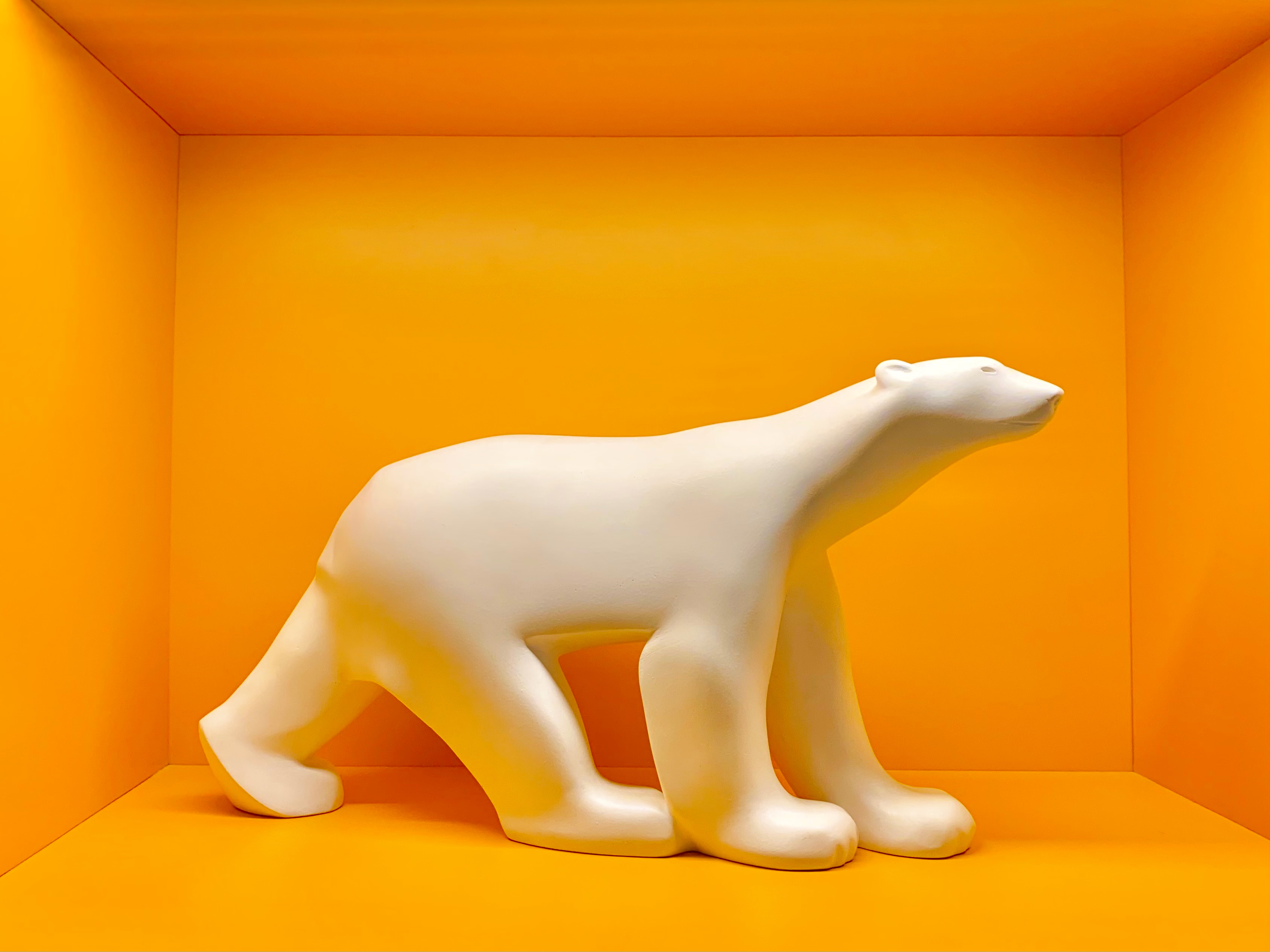
Eisbär, 1923, 30,5 cm

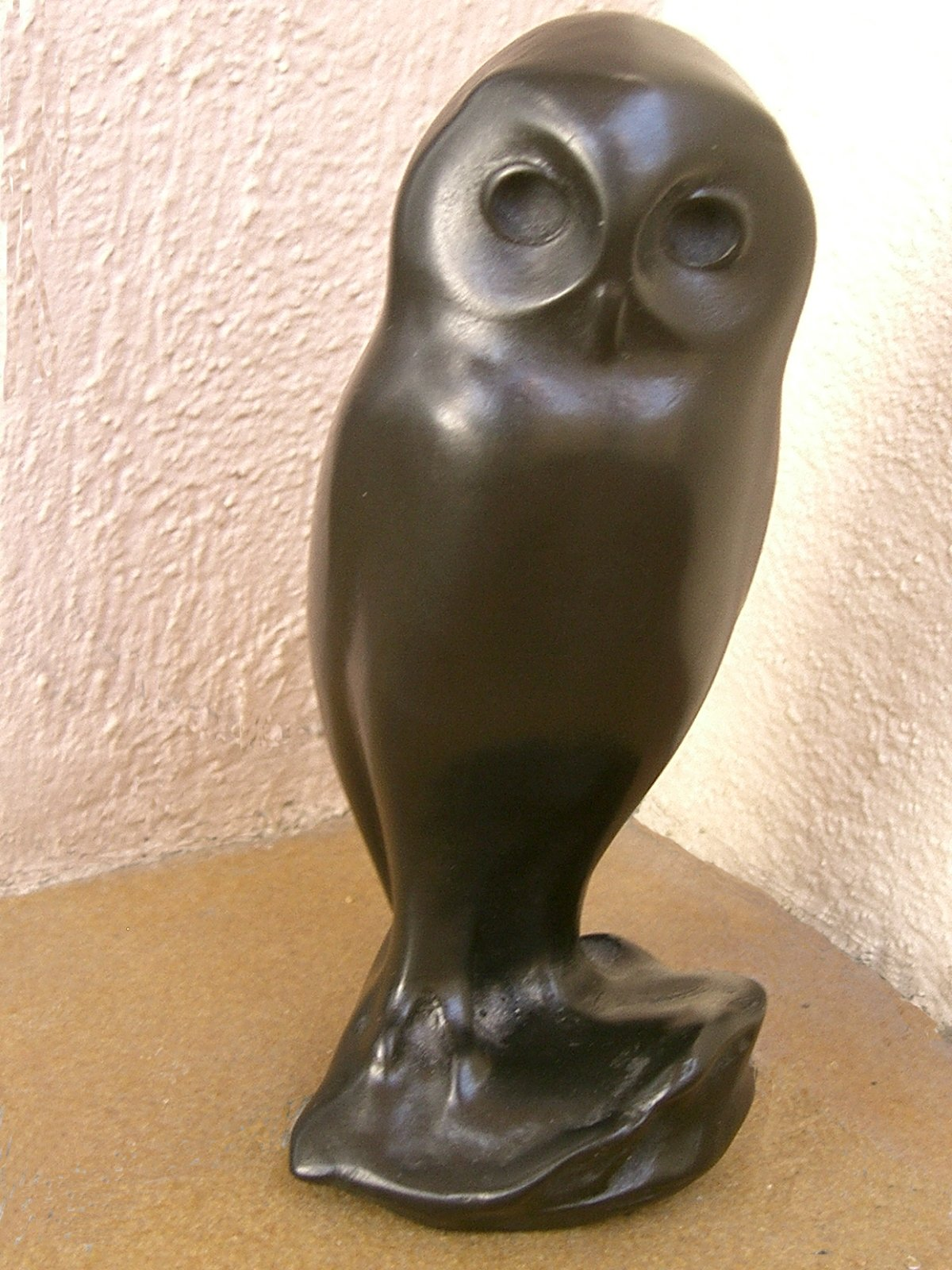
Kleine Eule, 1927, 18 cm

François Pompon (* 9. Mai 1855 in Saulieu, Département Côte-d’Or; † 6. Mai 1933 in Paris) war ein französischer Bildhauer des Art déco. Er gestaltete hauptsächlich Tiere und wird deshalb als Animalier bezeichnet.

## Leben
Mit 15 Jahren ging Pompon zu einem Beerdigungsunternehmer in Dijon in die Lehre. Während dieser Zeit erlernte er die Grundlagen der Bildhauerei und besuchte abends die Kunstakademie École des Beaux Arts. Nach fünf Jahren ließ er sich in Paris nieder, arbeitete dort ebenfalls für ein Beerdigungsinstitut in Montparnasse und ging abends auf die École nationale supérieure des arts décoratifs.
Er fiel auf und konnte sich an Renovierungs- und Verzierungsarbeiten am Rathaus Hôtel de ville beteiligen. In dieser Zeit traf er den Bildhauer Pierre-Louis Rouillard, der ihn wesentlich beeinflusste. Im Jahr 1882 heiratete Pompon Berthe Velain. Er arbeitete an eigenen kleinen Objekten und entwickelte einen eigenen Stil, mit dem er die Jury des Salon de Paris auf sich aufmerksam machte. Er gelangte schließlich in die Dienste Auguste Rodins, dessen Werkstatt er drei Jahre lang leitete und prägte.
Ab 1896 arbeitete er für den damals angesehenen Bildhauer René de Saint-Marceaux, bis zu dessen Tod 1916. Der endgültige Durchbruch gelang ihm erst 1922 im Alter von 67 Jahren mit seinem Polarbären im Stil des Art déco, von dem er mehrere Exemplare, zunächst in Gips und dann später in Marmor, fertigte. Ein Exemplar steht im Metropolitan Museum of Art in New York, eines im Museum von Luxemburg und ein weiteres im Musée d’Orsay in Paris. Als besondere Auszeichnung wurde ihm die Aufnahme in die Ehrenlegion zu Teil. In seiner Geburtsstadt Saulieu wurde ein François-Pompon-Museum eröffnet.